# Liste der Nummer-eins-Hits in Deutschland (2008)
Diese Liste enthält alle Nummer-eins-Hits in Deutschland im Jahr 2008. Es gab in diesem Jahr 15 Nummer-eins-Singles und 23 Nummer-eins-Alben.
Die Single- und Albumcharts werden von Media Control wöchentlich zusammengestellt. Sie berücksichtigen sowohl online Download-Käufe als auch den Verkauf physischer Tonträger (CDs). Auswertungszeitraum ist jeweils Freitag bis Donnerstag der nachfolgenden Woche. Am Dienstag darauf werden die Charts zunächst für die Musikindustrie bekannt gegeben, die offizielle Veröffentlichung erfolgt jeweils am Freitag darauf.

## Singles
| ← 2007 ← | Liste der Nummer-eins-Hits in Deutschland | Liste der Nummer-eins-Hits in Deutschland   | Liste der Nummer-eins-Hits in Deutschland | 2009 →                    |
| \| Zeitraum \| Wo. ges. \| Interpret \| Titel Autor(en) \| Zusätzliche Informationen \| \| (Zeitraum, Wochen auf Platz eins, Interpret, Titel, Autor[en], zusätzliche Informationen) \| \| \| \| \| \| ----------------------------------------------------------------------------------------- \| -------- \| ------------------------------------------- \| ------------------------------------------------------------------------------------------------------------------------------------------------------------------------------------------------------------------------------------------- \| ------------------------- \| \| 23. November 2007 – 24. Januar 2008 9 Wochen \| 9 \| Timbaland presents OneRepublic \| Apologize Ryan B. Tedder \| – \| \| 25. Januar 2008 – 21. Februar 2008 4 Wochen \| 4 \| Leona Lewis \| Bleeding Love Ryan B. Tedder, Jesse McCartney \| – \| \| 22. Februar 2008 – 17. April 2008 8 Wochen \| 8 \| Schnuffel \| Kuschel Song Musik: Markus Kreschmer, Tamara Erika Lücke; Text: Sebastian Nußbaum, Andreas Wendorf \| – \| \| 18. April 2008 – 24. April 2008 1 Woche \| 1 \| Duffy \| Mercy Stephen Andrew Booker, Aimee Ann Duffy \| – \| \| 25. April 2008 – 15. Mai 2008 3 Wochen \| 3 \| Madonna feat. Justin Timberlake & Timbaland \| 4 Minutes Floyd Nathaniel Hills, Madonna Louise Ciccone, Timothy Z. Mosley, Justin R. Timberlake \| – \| \| 16. Mai 2008 – 5. Juni 2008 3 Wochen \| 3 \| Mark Medlock \| Summer Love Dieter Bohlen \| – \| \| 6. Juni 2008 – 19. Juni 2008 2 Wochen \| 2 \| Thomas Godoj \| Love Is You Christoph Masbaum, Will Simms, Michelle Leonard, Roland Meyer de Voltaire \| – \| \| 20. Juni 2008 – 26. Juni 2008 1 Woche \| 1 \| Shaggy feat. Trix & Flix \| Feel the Rush (Mascots Song) Konrad Freiherr von Löhneysen, Orville Burrell, Samim Winiger, Luis Enrique Martínez Argote, Esteban Montaño Polo, Andres Paz Barros, Marc Fritsch, Andreas Litterscheidt, Reinhard Raith, Andre Oneil Fennell \| – \| \| 27. Juni 2008 – 21. August 2008 8 Wochen \| 8 \| Kid Rock \| All Summer Long Edward C. King, Gary Robert Rossington, Ronnie Van Zant, Warren William Zevon, Robert T. Wachtel, Matthew L. Shafer, Robert J. Ritchie, Leroy P. Marinell \| – \| \| 22. August 2008 – 28. August 2008 1 Woche \| 1 \| Söhne Mannheims \| Das hat die Welt noch nicht gesehen Musik: Xavier Naidoo, Michael Herberger; Text: Xavier Naidoo, Tino Öchsler, James Marlon, Henning Wehland \| – \| \| 29. August 2008 – 11. September 2008 2 Wochen (insgesamt 5) \| 5 \| Katy Perry \| I Kissed a Girl Max Martin, Lukasz Gottwald, Katy Perry, Cathy Dennis \| – \| \| 12. September 2008 – 18. September 2008 1 Woche \| 1 \| Rosenstolz \| Gib mir Sonne Peter Plate, Ulf Leo Sommer \| – \| \| 19. September 2008 – 9. Oktober 2008 3 Wochen (insgesamt 5) \| 5 \| Katy Perry \| I Kissed a Girl Max Martin, Lukasz Gottwald, Katy Perry, Cathy Dennis \| – \| \| 10. Oktober 2008 – 30. Oktober 2008 3 Wochen \| 3 \| P!nk \| So What Alecia B. Moore, Max Martin, Johan Karl Schuster \| – \| \| 31. Oktober 2008 – 4. Dezember 2008 5 Wochen \| 5 \| Polarkreis 18 \| Allein Allein Christian Grochau, Philipp Makolies, Uwe Pasora, Felix Räuber, Bernhard Silvester Wenzel, Ludwig Bauer \| – \| \| 5. Dezember 2008 – 29. Januar 2009 8 Wochen \| 8 \| Katy Perry \| Hot n Cold Katy Perry, Lukasz Gottwald, Max Martin \| – \| |                                           |                                             | |                           |
| ← 2007 |                                           |                                             | | → 2009 →                  |
| Zeitraum | Wo. ges.                                  | Interpret                                   | Titel Autor(en) | Zusätzliche Informationen |
| (Zeitraum, Wochen auf Platz eins, Interpret, Titel, Autor[en], zusätzliche Informationen) |                                           |                                             | |                           |
| 23. November 2007 – 24. Januar 2008 9 Wochen | 9                                         | Timbaland presents OneRepublic              | Apologize Ryan B. Tedder | –                         |
| 25. Januar 2008 – 21. Februar 2008 4 Wochen | 4                                         | Leona Lewis                                 | Bleeding Love Ryan B. Tedder, Jesse McCartney | –                         |
| 22. Februar 2008 – 17. April 2008 8 Wochen | 8                                         | Schnuffel                                   | Kuschel Song Musik: Markus Kreschmer, Tamara Erika Lücke; Text: Sebastian Nußbaum, Andreas Wendorf | –                         |
| 18. April 2008 – 24. April 2008 1 Woche | 1                                         | Duffy                                       | Mercy Stephen Andrew Booker, Aimee Ann Duffy | –                         |
| 25. April 2008 – 15. Mai 2008 3 Wochen | 3                                         | Madonna feat. Justin Timberlake & Timbaland | 4 Minutes Floyd Nathaniel Hills, Madonna Louise Ciccone, Timothy Z. Mosley, Justin R. Timberlake | –                         |
| 16. Mai 2008 – 5. Juni 2008 3 Wochen | 3                                         | Mark Medlock                                | Summer Love Dieter Bohlen | –                         |
| 6. Juni 2008 – 19. Juni 2008 2 Wochen | 2                                         | Thomas Godoj                                | Love Is You Christoph Masbaum, Will Simms, Michelle Leonard, Roland Meyer de Voltaire | –                         |
| 20. Juni 2008 – 26. Juni 2008 1 Woche | 1                                         | Shaggy feat. Trix & Flix                    | Feel the Rush (Mascots Song) Konrad Freiherr von Löhneysen, Orville Burrell, Samim Winiger, Luis Enrique Martínez Argote, Esteban Montaño Polo, Andres Paz Barros, Marc Fritsch, Andreas Litterscheidt, Reinhard Raith, Andre Oneil Fennell | –                         |
| 27. Juni 2008 – 21. August 2008 8 Wochen | 8                                         | Kid Rock                                    | All Summer Long Edward C. King, Gary Robert Rossington, Ronnie Van Zant, Warren William Zevon, Robert T. Wachtel, Matthew L. Shafer, Robert J. Ritchie, Leroy P. Marinell                                                                   | –                         |
| 22. August 2008 – 28. August 2008 1 Woche | 1                                         | Söhne Mannheims                             | Das hat die Welt noch nicht gesehen Musik: Xavier Naidoo, Michael Herberger; Text: Xavier Naidoo, Tino Öchsler, James Marlon, Henning Wehland                                                                                               | –                         |
| 29. August 2008 – 11. September 2008 2 Wochen (insgesamt 5) | 5                                         | Katy Perry                                  | I Kissed a Girl Max Martin, Lukasz Gottwald, Katy Perry, Cathy Dennis | –                         |
| 12. September 2008 – 18. September 2008 1 Woche | 1                                         | Rosenstolz                                  | Gib mir Sonne Peter Plate, Ulf Leo Sommer | –                         |
| 19. September 2008 – 9. Oktober 2008 3 Wochen (insgesamt 5) | 5                                         | Katy Perry                                  | I Kissed a Girl Max Martin, Lukasz Gottwald, Katy Perry, Cathy Dennis | –                         |
| 10. Oktober 2008 – 30. Oktober 2008 3 Wochen | 3                                         | P!nk                                        | So What Alecia B. Moore, Max Martin, Johan Karl Schuster | –                         |
| 31. Oktober 2008 – 4. Dezember 2008 5 Wochen | 5                                         | Polarkreis 18                               | Allein Allein Christian Grochau, Philipp Makolies, Uwe Pasora, Felix Räuber, Bernhard Silvester Wenzel, Ludwig Bauer | –                         |
| 5. Dezember 2008 – 29. Januar 2009 8 Wochen | 8                                         | Katy Perry                                  | Hot n Cold Katy Perry, Lukasz Gottwald, Max Martin | –                         |

## Alben
| ← 2007 ← | Liste der Nummer-eins-Alben in Deutschland | Liste der Nummer-eins-Alben in Deutschland | Liste der Nummer-eins-Alben in Deutschland | 2009 →                    |
| \| Zeitraum \| Wo. ges. \| Interpret \| Titel \| Zusätzliche Informationen \| \| (Zeitraum, Wochen auf Platz eins, Interpret, Titel, zusätzliche Informationen) \| \| \| \| \| \| ------------------------------------------------------------------------------ \| -------- \| --------------------------------- \| ------------------------------------------ \| ------------------------- \| \| 16. November 2007 – 10. Januar 2008 8 Wochen \| 8 \| Die Ärzte \| Jazz ist anders \| – \| \| 11. Januar 2008 – 7. Februar 2008 4 Wochen (insgesamt 12) \| 12 \| Amy Winehouse \| Back to Black \| – \| \| 8. Februar 2008 – 14. Februar 2008 1 Woche \| 1 \| Leona Lewis \| Spirit \| – \| \| 15. Februar 2008 – 6. März 2008 3 Wochen (insgesamt 12) \| 12 \| Amy Winehouse \| Back to Black \| – \| \| 7. März 2008 – 13. März 2008 1 Woche \| 1 \| Schiller \| Sehnsucht \| – \| \| 14. März 2008 – 10. April 2008 4 Wochen (insgesamt 12) \| 12 \| Amy Winehouse \| Back to Black \| – \| \| 11. April 2008 – 8. Mai 2008 4 Wochen \| 4 \| Udo Lindenberg \| Stark wie zwei \| – \| \| 9. Mai 2008 – 22. Mai 2008 2 Wochen \| 2 \| Madonna \| Hard Candy \| – \| \| 23. Mai 2008 – 29. Mai 2008 1 Woche \| 1 \| In Extremo \| Sængerkrieg \| – \| \| 30. Mai 2008 – 5. Juni 2008 1 Woche \| 1 \| BAP \| Radio Pandora \| – \| \| 6. Juni 2008 – 12. Juni 2008 1 Woche \| 1 \| Genesis \| Live over Europe 2007 \| – \| \| 13. Juni 2008 – 19. Juni 2008 1 Woche \| 1 \| Sido \| Ich und meine Maske \| – \| \| 20. Juni 2008 – 26. Juni 2008 1 Woche \| 1 \| Ich + Ich \| Vom selben Stern \| – \| \| 27. Juni 2008 – 17. Juli 2008 3 Wochen (insgesamt 4) \| 4 \| Coldplay \| Viva la Vida or Death and All His Friends \| – \| \| 18. Juli 2008 – 24. Juli 2008 1 Woche \| 1 \| Thomas Godoj \| Plan A! \| – \| \| 25. Juli 2008 – 31. Juli 2008 1 Woche (insgesamt 4) \| 4 \| Coldplay \| Viva la Vida or Death and All His Friends \| – \| \| 1. August 2008 – 11. September 2008 6 Wochen (insgesamt 7) \| 7 \| Paul Potts \| One Chance \| – \| \| 12. September 2008 – 18. September 2008 1 Woche \| 1 \| Peter Maffay \| Ewig \| – \| \| 19. September 2008 – 25. September 2008 1 Woche (insgesamt 7) \| 7 \| Paul Potts \| One Chance \| – \| \| 26. September 2008 – 2. Oktober 2008 1 Woche \| 1 \| Metallica \| Death Magnetic \| – \| \| 3. Oktober 2008 – 9. Oktober 2008 1 Woche \| 1 \| Söhne Mannheims vs. Xavier Naidoo \| Wettsingen in Schwetzingen – MTV Unplugged \| – \| \| 10. Oktober 2008 – 23. Oktober 2008 2 Wochen \| 2 \| Rosenstolz \| Die Suche geht weiter \| – \| \| 24. Oktober 2008 – 30. Oktober 2008 1 Woche \| 1 \| Bushido \| Heavy Metal Payback \| – \| \| 31. Oktober 2008 – 27. November 2008 4 Wochen \| 4 \| AC/DC \| Black Ice \| – \| \| 28. November 2008 – 4. Dezember 2008 1 Woche \| 1 \| Die Toten Hosen \| In aller Stille \| – \| \| 5. Dezember 2008 – 18. Dezember 2008 2 Wochen (insgesamt 6) \| 6 \| Herbert Grönemeyer \| Was muss muss – Best of \| – \| \| 19. Dezember 2008 – 25. Dezember 2008 1 Woche \| 1 \| Michael Hirte \| Der Mann mit der Mundharmonika \| – \| \| 26. Dezember 2008 – 22. Januar 2009 4 Wochen (insgesamt 6) \| 6 \| Herbert Grönemeyer \| Was muss muss – Best of \| – \| |                                            |                                            |                                            |                           |
| ← 2007 |                                            |                                            |                                            | → 2009 →                  |
| Zeitraum | Wo. ges.                                   | Interpret                                  | Titel                                      | Zusätzliche Informationen |
| (Zeitraum, Wochen auf Platz eins, Interpret, Titel, zusätzliche Informationen) |                                            |                                            |                                            |                           |
| 16. November 2007 – 10. Januar 2008 8 Wochen | 8                                          | Die Ärzte                                  | Jazz ist anders                            | –                         |
| 11. Januar 2008 – 7. Februar 2008 4 Wochen (insgesamt 12) | 12                                         | Amy Winehouse                              | Back to Black                              | –                         |
| 8. Februar 2008 – 14. Februar 2008 1 Woche | 1                                          | Leona Lewis                                | Spirit                                     | –                         |
| 15. Februar 2008 – 6. März 2008 3 Wochen (insgesamt 12) | 12                                         | Amy Winehouse                              | Back to Black                              | –                         |
| 7. März 2008 – 13. März 2008 1 Woche | 1                                          | Schiller                                   | Sehnsucht                                  | –                         |
| 14. März 2008 – 10. April 2008 4 Wochen (insgesamt 12) | 12                                         | Amy Winehouse                              | Back to Black                              | –                         |
| 11. April 2008 – 8. Mai 2008 4 Wochen | 4                                          | Udo Lindenberg                             | Stark wie zwei                             | –                         |
| 9. Mai 2008 – 22. Mai 2008 2 Wochen | 2                                          | Madonna                                    | Hard Candy                                 | –                         |
| 23. Mai 2008 – 29. Mai 2008 1 Woche | 1                                          | In Extremo                                 | Sængerkrieg                                | –                         |
| 30. Mai 2008 – 5. Juni 2008 1 Woche | 1                                          | BAP                                        | Radio Pandora                              | –                         |
| 6. Juni 2008 – 12. Juni 2008 1 Woche | 1                                          | Genesis                                    | Live over Europe 2007                      | –                         |
| 13. Juni 2008 – 19. Juni 2008 1 Woche | 1                                          | Sido                                       | Ich und meine Maske                        | –                         |
| 20. Juni 2008 – 26. Juni 2008 1 Woche | 1                                          | Ich + Ich                                  | Vom selben Stern                           | –                         |
| 27. Juni 2008 – 17. Juli 2008 3 Wochen (insgesamt 4) | 4                                          | Coldplay                                   | Viva la Vida or Death and All His Friends  | –                         |
| 18. Juli 2008 – 24. Juli 2008 1 Woche | 1                                          | Thomas Godoj                               | Plan A!                                    | –                         |
| 25. Juli 2008 – 31. Juli 2008 1 Woche (insgesamt 4) | 4                                          | Coldplay                                   | Viva la Vida or Death and All His Friends  | –                         |
| 1. August 2008 – 11. September 2008 6 Wochen (insgesamt 7) | 7                                          | Paul Potts                                 | One Chance                                 | –                         |
| 12. September 2008 – 18. September 2008 1 Woche | 1                                          | Peter Maffay                               | Ewig                                       | –                         |
| 19. September 2008 – 25. September 2008 1 Woche (insgesamt 7) | 7                                          | Paul Potts                                 | One Chance                                 | –                         |
| 26. September 2008 – 2. Oktober 2008 1 Woche | 1                                          | Metallica                                  | Death Magnetic                             | –                         |
| 3. Oktober 2008 – 9. Oktober 2008 1 Woche | 1                                          | Söhne Mannheims vs. Xavier Naidoo          | Wettsingen in Schwetzingen – MTV Unplugged | –                         |
| 10. Oktober 2008 – 23. Oktober 2008 2 Wochen | 2                                          | Rosenstolz                                 | Die Suche geht weiter                      | –                         |
| 24. Oktober 2008 – 30. Oktober 2008 1 Woche | 1                                          | Bushido                                    | Heavy Metal Payback                        | –                         |
| 31. Oktober 2008 – 27. November 2008 4 Wochen | 4                                          | AC/DC                                      | Black Ice                                  | –                         |
| 28. November 2008 – 4. Dezember 2008 1 Woche | 1                                          | Die Toten Hosen                            | In aller Stille                            | –                         |
| 5. Dezember 2008 – 18. Dezember 2008 2 Wochen (insgesamt 6) | 6                                          | Herbert Grönemeyer                         | Was muss muss – Best of                    | –                         |
| 19. Dezember 2008 – 25. Dezember 2008 1 Woche | 1                                          | Michael Hirte                              | Der Mann mit der Mundharmonika             | –                         |
| 26. Dezember 2008 – 22. Januar 2009 4 Wochen (insgesamt 6) | 6                                          | Herbert Grönemeyer                         | Was muss muss – Best of                    | –                         |

## Jahreshitparaden
| ← 2007 ← | Liste der Jahres-Nummer-eins-Hits in Deutschland | Liste der Jahres-Nummer-eins-Hits in Deutschland   | Liste der Jahres-Nummer-eins-Hits in Deutschland | 2009 →   |
| \| Singles \| Position# \| Alben \| \| ----------------------------------------------------------------------------------------------------------------------------------------------------------------------------------------------- \| --------- \| -------------------------------------------------- \| \| Apologize Timbaland presents OneRepublic Ryan B. Tedder \| 1 \| Back to Black Amy Winehouse \| \| Bleeding Love Leona Lewis Ryan B. Tedder, Jesse McCartney \| 2 \| Vom selben Stern Ich + Ich \| \| All Summer Long Kid Rock Edward C. King, Gary Robert Rossington, Ronnie Van Zant, Warren William Zevon, Robert T. Wachtel, Matthew L. Shafer, Robert J. Ritchie, Leroy P. Marinell \| 3 \| One Chance Paul Potts \| \| Kuschel Song Schnuffel Musik: Markus Kreschmer, Tamara Erika Lücke; Text: Sebastian Nußbaum, Andreas Wendorf \| 4 \| Jazz ist anders Die Ärzte \| \| I Kissed a Girl Katy Perry Max Martin, Lukasz Gottwald, Katy Perry, Cathy Dennis \| 5 \| Stark wie Zwei Udo Lindenberg \| \| Mercy Duffy Stephen Andrew Booker, Aimee Ann Duffy \| 6 \| Viva la Vida or Death and All His Friends Coldplay \| \| So soll es bleiben Ich + Ich Annette Humpe \| 7 \| Black Ice AC/DC \| \| This Is the Life Amy Macdonald Amy Elizabeth Macdonald \| 8 \| This Is the Life Amy Macdonald \| \| 4 Minutes Madonna feat. Justin Timberlake & Timbaland Floyd Nathaniel Hills, Madonna Louise Ciccone, Timothy Z. Mosley, Justin R. Timberlake \| 9 \| Death Magnetic Metallica \| \| Sweet About Me Gabriella Cilmi Miranda Eleanor de Fonbrune Cooper, Timothy Elliott Larcombe, Timothy Martin Powell, Gabriella Lucia Cilmi, Brian Thomas Higgins, Nicholas John Sutherland Coler \| 10 \| Rockferry Duffy \| |                                                  |                                                    |                                                  |          |
| ← 2007 |                                                  |                                                    |                                                  | → 2009 → |
| Singles | Position#                                        | Alben                                              |                                                  |          |
| Apologize Timbaland presents OneRepublic Ryan B. Tedder | 1                                                | Back to Black Amy Winehouse                        |                                                  |          |
| Bleeding Love Leona Lewis Ryan B. Tedder, Jesse McCartney | 2                                                | Vom selben Stern Ich + Ich                         |                                                  |          |
| All Summer Long Kid Rock Edward C. King, Gary Robert Rossington, Ronnie Van Zant, Warren William Zevon, Robert T. Wachtel, Matthew L. Shafer, Robert J. Ritchie, Leroy P. Marinell | 3                                                | One Chance Paul Potts                              |                                                  |          |
| Kuschel Song Schnuffel Musik: Markus Kreschmer, Tamara Erika Lücke; Text: Sebastian Nußbaum, Andreas Wendorf | 4                                                | Jazz ist anders Die Ärzte                          |                                                  |          |
| I Kissed a Girl Katy Perry Max Martin, Lukasz Gottwald, Katy Perry, Cathy Dennis | 5                                                | Stark wie Zwei Udo Lindenberg                      |                                                  |          |
| Mercy Duffy Stephen Andrew Booker, Aimee Ann Duffy | 6                                                | Viva la Vida or Death and All His Friends Coldplay |                                                  |          |
| So soll es bleiben Ich + Ich Annette Humpe | 7                                                | Black Ice AC/DC                                    |                                                  |          |
| This Is the Life Amy Macdonald Amy Elizabeth Macdonald | 8                                                | This Is the Life Amy Macdonald                     |                                                  |          |
| 4 Minutes Madonna feat. Justin Timberlake & Timbaland Floyd Nathaniel Hills, Madonna Louise Ciccone, Timothy Z. Mosley, Justin R. Timberlake | 9                                                | Death Magnetic Metallica                           |                                                  |          |
| Sweet About Me Gabriella Cilmi Miranda Eleanor de Fonbrune Cooper, Timothy Elliott Larcombe, Timothy Martin Powell, Gabriella Lucia Cilmi, Brian Thomas Higgins, Nicholas John Sutherland Coler | 10                                               | Rockferry Duffy                                    |                                                  |          |